# Gramizzola
Il Gramizzola è un torrente dell'Appennino ligure.

## Percorso
Il torrente nasce dal monte Oramara (1.522 m) al confine tra Liguria e Emilia-Romagna e per metà del suo tratto delimita il confine tra le due regioni. Passa poi presso la frazione di Gramizzola di Ottone, in provincia di Piacenza, e poi sfocia nella Trebbia tra i comuni di Ottone e Gorreto, quest'ultimo nella città metropolitana di Genova.